# Gașca Zurli
Gașca Zurli este o trupă de muzică și teatru pentru copii, activă din 2010. Membrii trupei păstrează personaje bine definite, care revin în fiecare spectacol, creând o conexiune puternică cu publicul tânăr. Gașca Zurli promovează valori educaționale și mesaje pozitive, adaptate nevoilor și curiozităților copiilor, prin muzică, povești și jocuri interactive.

## Istoric
Trupa a fost înființată de Mirela Retegan și în 2010 a început să organizeze spectacole pentru copii în întreaga țară. Personajele cu care a început trupa sunt: Tanti Prezentatoarea, Fetița Zurli, Tasha, Zâna Bună și vrăjitoarea Tura Vura. Apoi periodic au fost introduse noi personaje precum Yuppi, Zdrăngănel, Clopoțel, Băiețelul Zurli, Vrăjimăturica, Zâmbetul, Mulțumesc și Pinguinul Magelan
Gașca Zurli a fost prezentă în spectacole organizate de ea, la evenimente locale și în festivaluri, atât în țară cât și în străinătate.

### Colaborări
Gașca Zurli a avut câteva emisiuni la Televiziunea Română în 2013. În 2019 colaborarea urma să fie reluată.  În 2021 Gașca Zurli a colaborat cu Narcisa Suciu pentru realizarea melodiei Spune-mi, mami care a fost lansată de 1 iunie de Ziua copilului.
Gazeta Sporturilor din 2017 a avut periodic în cadrul pachetelor de promovare și produse ale Găștii Zurli cum ar fi cărțile Vreau pupic de noapte bună, Grădinița de legume sau CD-urile Puterea zâmbetului sau Hai la masă.
În 2022, împreună cu Poliția română, trupa s-a implicat într-un proiect de educație rutieră pentru copii.

### Publicații
În 2019 apare la editura Zurli și apoi Bookzone o serie de cinci volume de povești pentru copii între 5 și 10 ani.  Poveștile Zurli, scrise de Mirela Retegan au personajele din Gașca Zurli. În 2021 Mirela Retegan împreună cu Maya Sorian lansează cartea 7 povești pentru 7 zile cu Gașca Zurli, carte publicată la editura Humanitas Junior, ISBN: 9789735071325.

### Personaje
• Fetița zurli
• Truli

## Discografie
- Tribam, Tribum, 2010
- Uite, vine Moș Crăciun!, A&A records, 2013
- Am o căsuță mică, A&A records, 2014